# Myrtle Corbin
Josephene Myrtle Corbin (Condado de Lincoln, 12 de maio de 1868 – Cleburne, 6 de maio de 1928) foi uma mulher americana célebre por ter sido uma atração de circos do tipo show de aberrações, uma vez que ela contava com quatro pernas e duas vaginas. Das suas quatro pernas, todas ativas e funcionais, apenas uma era completamente funcional.
Josephine nasceu em 1868 no condado de Lincoln no Tennessee, EUA, e da cintura para baixo contava com tudo em dobro, como duas pélvis, dois aparelhos reprodutores e excretores completos e independentes, além de dois pares de pernas, compostos por duas de tamanho normal e outras duas menores.
Myrtle Corbin logo se transformou numa celebridade, viajando por todo o país para se apresentar em feiras e espetáculos como uma aberração. No entanto, aos 14 anos Josephine conseguiu um contrato para ganhar US$ 250 por semana — algo extraordinário para a época — para trabalhar num circo.
Após alguns anos, Josephine se cansou das apresentações e acabou se aposentando, casando-se depois de algum tempo com o médico Clinton Bicknell, com quem ela teve vários filhos. Com os filhos já crescidos, a “Mulher com Quatro Pernas” voltou a se apresentar em Nova York, recebendo um salário de US$ 450 semanais, e morreu em 1928, aos 59 anos.